# Веринско
Веринско (болг. Веринско) — село в Болгарии. Находится в Софийской области, входит в общину Ихтиман. Население составляет 455 человек (2010).

## Политическая ситуация
В местном кметстве Веринско, в состав которого входит Веринско, должность кмета (старосты) исполняет Борислав Добрев Добрев (Болгарская социалистическая партия (БСП)) по результатам выборов.
Кмет (мэр) общины Ихтиман — Маргарита Иванова Петкова (Болгарская социалистическая партия (БСП)) по результатам выборов.